# Lý Lam Thanh
Lý Lam Thanh (giản thể: 李岚清;phồn thể: 李嵐清; bính âm: Lǐ Lánqīng (sinh ngày 22 tháng 5 năm 1932) là một cựu chính khách Trung Quốc, từng giữ chức Phó Thủ tướng Thường trực. Ông là một thành viên trong Bộ Chính trị và Thường vụ Bộ Chính trị.